# 坎西
坎西（法語：Quincy，法語發音：[kɛ̃si]），法国中部市镇，位于中央-卢瓦尔河谷大区谢尔省，隶属于维耶尔宗区，其市镇面积为18.19平方公里，2022年1月1日时人口数量为821人，在法国城市中排名第11,541位。
坎西位于谢尔省西部，谢尔河左岸，因同名葡萄酒而闻名。

## 地名来源
“Quincy”一名最初以“Quinciacus”的形式被记载于697年的一份文件中，其含义及来源尚有待考证。在1801年以前，当地的官方名称拼写为“Quinci”。

## 历史

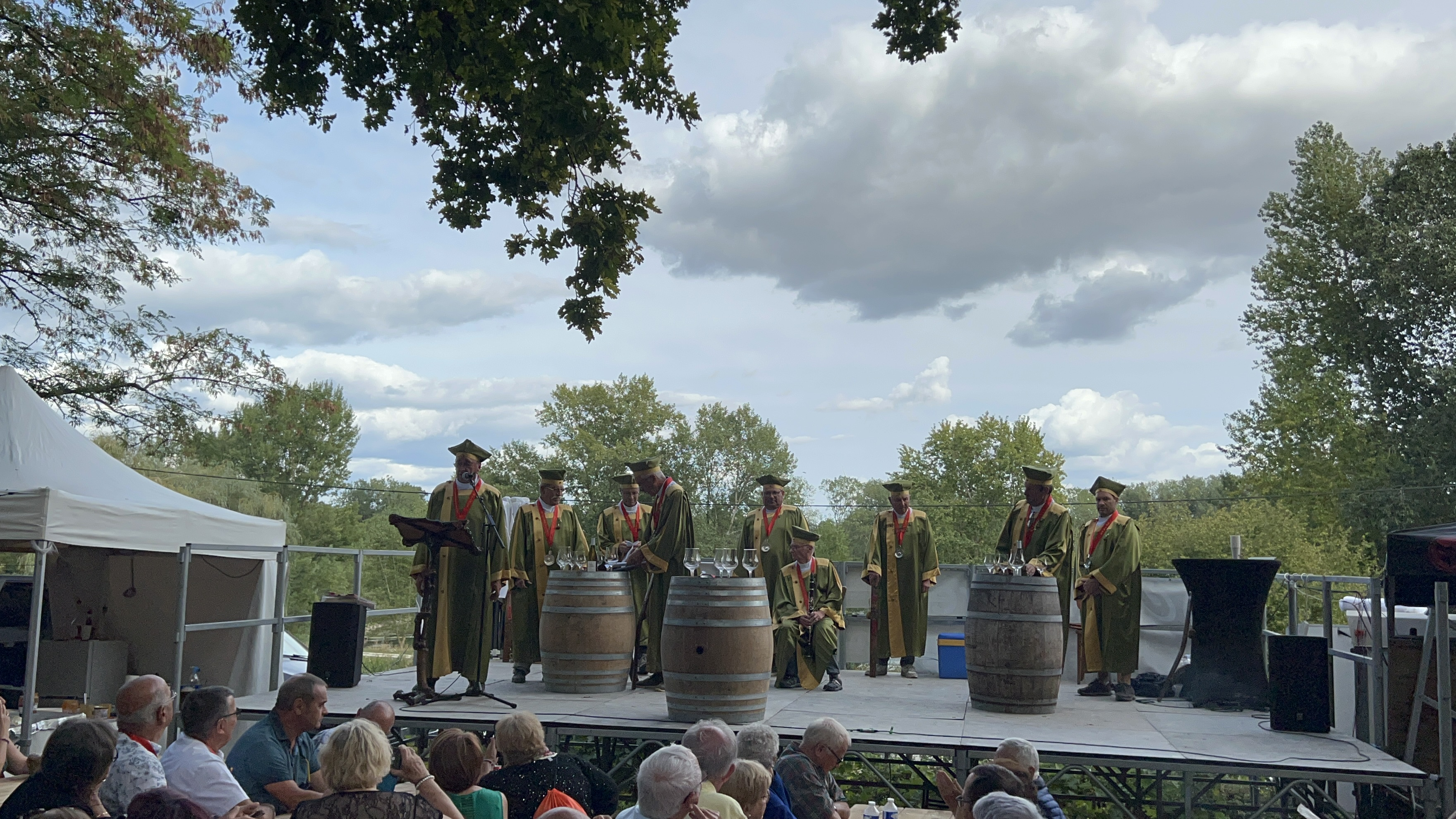
海洋日活动（2023年）

坎西的早期历史尚不清楚。根据当地官方网站的论述，坎西早在旧石器时期就已出现人类活动。高卢-罗马时期，坎西境内出现了聚落。中世纪中前期，坎西为维耶尔宗圣伯多禄修道院的一处领地，后在教宗嘉禮二世的批准下于1121年成为独立堂区。中世纪末，坎西长期为贝里伯国的一部分。1646年，坎西领主获得子爵头衔。法国大革命后，坎西成为谢尔省的一个市镇。19世纪时，坎西附近出现了大批葡萄酒种植园，但19世纪末的根瘤蚜疫情使得当地的葡萄大面积减产。第二次世界大战初期，纳粹占领区和维希法国的分界线从坎西穿过，坎西一度被一分为二。战后，坎西再次出现大面积的葡萄酒种植园。自1971年起，坎西每年夏季举办“海洋日”活动（Journée de l’océan）。

## 地理

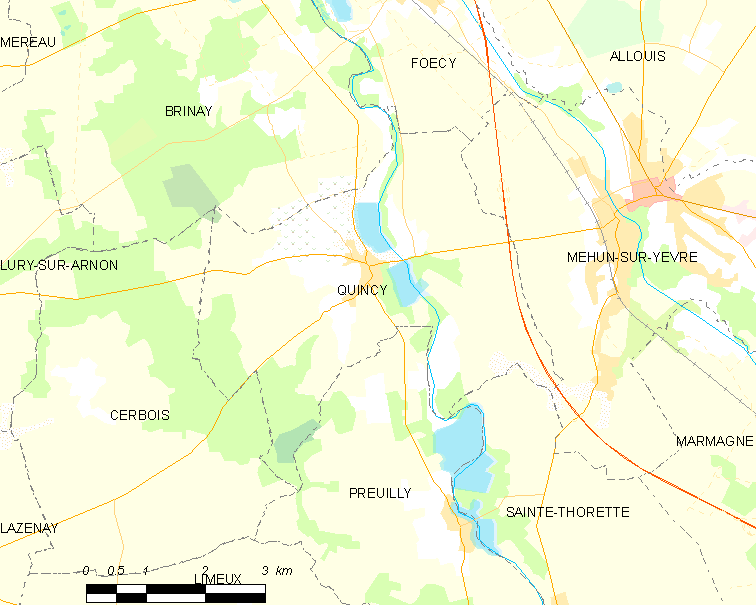
坎西市镇范围地图

坎西位于法国中部，中央-卢瓦尔河谷大区中南部和谢尔省西部，距离省会布尔日大约24公里。与坎西接壤的市镇包括：布里奈、塞尔布瓦、富瓦西、耶夫尔河畔默安、普勒伊和圣托雷特。

### 地形
坎西位于贝里腹地，境内以平原为主，市镇中心整体地势较为平坦，全境海拔在103到136米之间。

### 水文
谢尔河干流自南向北流经坎西镇中心东侧，其左岸还有多个洪水遗留形成的湖泊。

### 植被
坎西属于温带阔叶混交林区，林地多分布于河流附近，市区西南部为坎西树林（Bois de Quincy）。
在鲜花城市的评比中，坎西暂未被评级。

### 气候
坎西在柯本气候分类法中属于温带海洋性气候（Cfb）。

## 行政区划
坎西的市镇编号为18190，邮政编号为18120。
在行政管理方面，坎西隶属于法国中央-卢瓦尔河谷大区谢尔省维耶尔宗区；在地方选举方面，坎西隶属于耶夫尔河畔默安县，其市镇范围全境被划入谢尔省第二选区；在社会管理方面，坎西是贝里之心市镇公共社区的组成部分。
截至2024年6月，坎西市镇范围内暂无任何城市敏感街区及城市政策优先街区。
法国国家统计与经济研究所（简称）在进行数据统计时，未将坎西划入任何城市核心区（Unité urbaine）及城市区（Aire urbaine）。自2020年起，坎西被划入包含111个市镇的布尔日城市辐射区。此外，还将坎西市镇整体看作一个“块区”（IRIS），以便于统计人口分布情况。

## 交通

### 公路
谢尔省省道D20线、D20E线、D27线和D68线在坎西境内交汇。中央-卢瓦尔河谷大区城际客运提供连接坎西和耶夫尔河畔默安的定制城际巴士线路。
2020年，76.3%的坎西家庭拥有至少一辆私人汽车。2020年，坎西境内共发生各类交通事故1起，造成3人受伤。
| 6 | 14 |

| 布尔日 | 24 |

| 维耶尔宗 | 14 |

| 耶夫尔河畔默安 | 6 |

### 铁路
距离坎西最近的运营中的客运铁路车站为4公里外的耶夫尔河畔默安站，该站停靠往返于布尔日站和维耶尔宗一线的区域列车，部分班次可直通奥尔良、讷韦尔及图尔。

### 航空
坎西距离图尔机场的公路里程大约140公里。

### 城市公共交通
截至2024年6月，坎西暂无城市公共交通系统。

## 政治

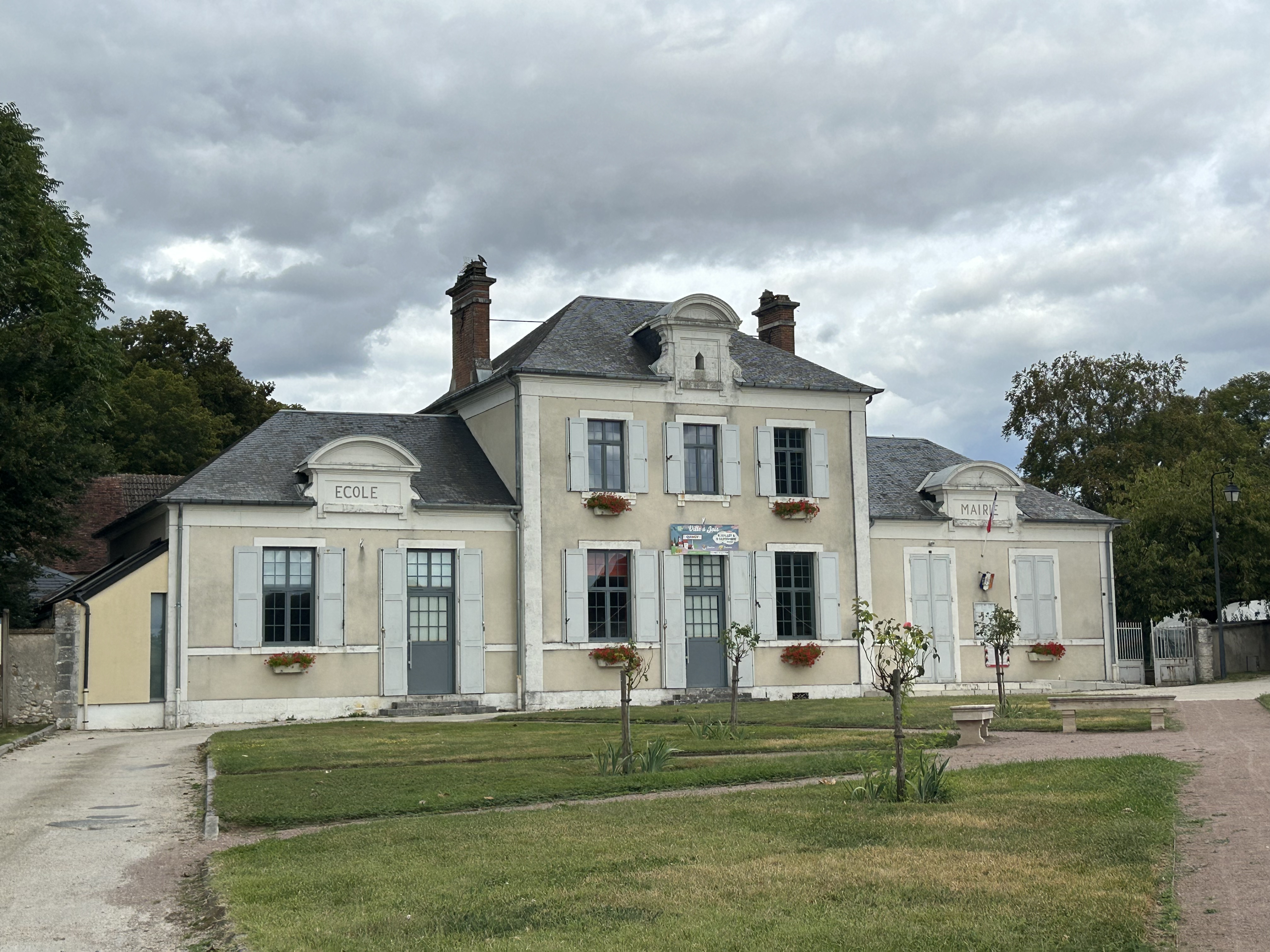
坎西市政厅

坎西的现任市长为帕斯卡·拉潘先生（Pascal RAPIN），他是一名无党派人士，在2020年的市政选举中获得了100%的支持率（无其他候选人）。
在2022年的法国总统大选的第二轮选举中，法国极右翼政党国民阵线主席玛丽娜·勒庞/第25任总统埃马纽埃尔·马克龙在坎西获得了.%的支持率。

## 人口
2021年，坎西市镇人口数量为824，在法国排名第11,541位。其中男性397人，女性431人，75岁及以上人口占8.5%，外籍人口数量为24人，人口密度为45人/平方公里，当地居民被称为（男性）或（女性）。2022年，坎西境内出生8人，死亡人口8人。
| 坎西1901年－2021年人口变化情况 |
|                                |
| 数据来源：Cassini、INSEE       |

## 经济
截至2024年6月，坎西市镇范围内共有各类用人单位（包含自雇）137家，平均历史为19年，均为中小型企业（PME），2024年4月至6月间，当地的经济活力指数为0。（葡萄酒）是当地2022年营业额最高的企业，为392,601欧元。

## 财政与居民收入
2022年，坎西的财政收入总额为762,360欧元，财政支出总额为824,630欧元，当年的债务总额为664,640欧元。2022年，坎西市镇通过增值税获得3,220欧元的收入，此外当地还共获得了5,000欧元的国家直接财政补助。
| 坎西居民收入情况                                 | 坎西居民收入情况 | 坎西居民收入情况      | 坎西居民收入情况 |
| 内容                                             | 坎西             | 法国                  | 统计年份         |
| ------------------------------------------------ | ---------------- | --------------------- | ---------------- |
| 征税家庭总数                                     | 359              | 1,081（法国市镇平均） | 2022年           |
| 居民平均月收入                                   | 2,116欧元        | 2,435欧元             | 2022年           |
| 高级职员人均月收入                               | 不详             | 4,331欧元             | 2021年           |
| 中级职员人均月收入                               | 不详             | 2,470欧元             | 2021年           |
| 普通职员人均月收入                               | 不详             | 1,801欧元             | 2021年           |
| 贫困率                                           | 不详             | 14.5%                 | 2020年           |
| 青壮年（15至64岁）失业率                         | 9.8%             | 7.4%                  | 2020年           |
| 征税家庭数量占比                                 | 45.4%            | 45.5%                 | 2020年           |
| 家庭年均纳税                                     | 1,754欧元        | 4,393欧元             | 2022年           |
| 资料来源：INSEE、L'Internaute、Le Journal du Net |                  |                       |                  |

## 社会事务

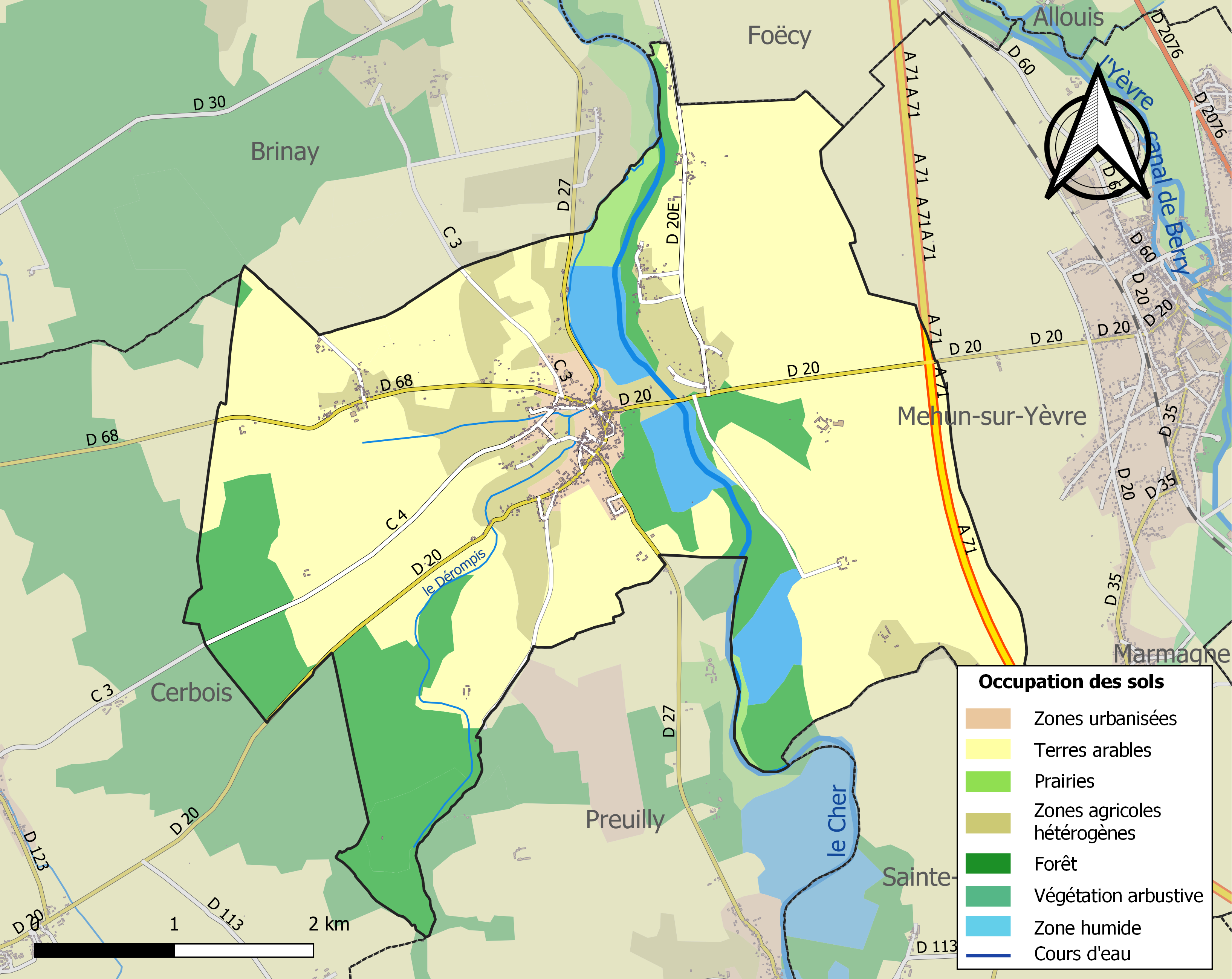
坎西土地利用情况地图

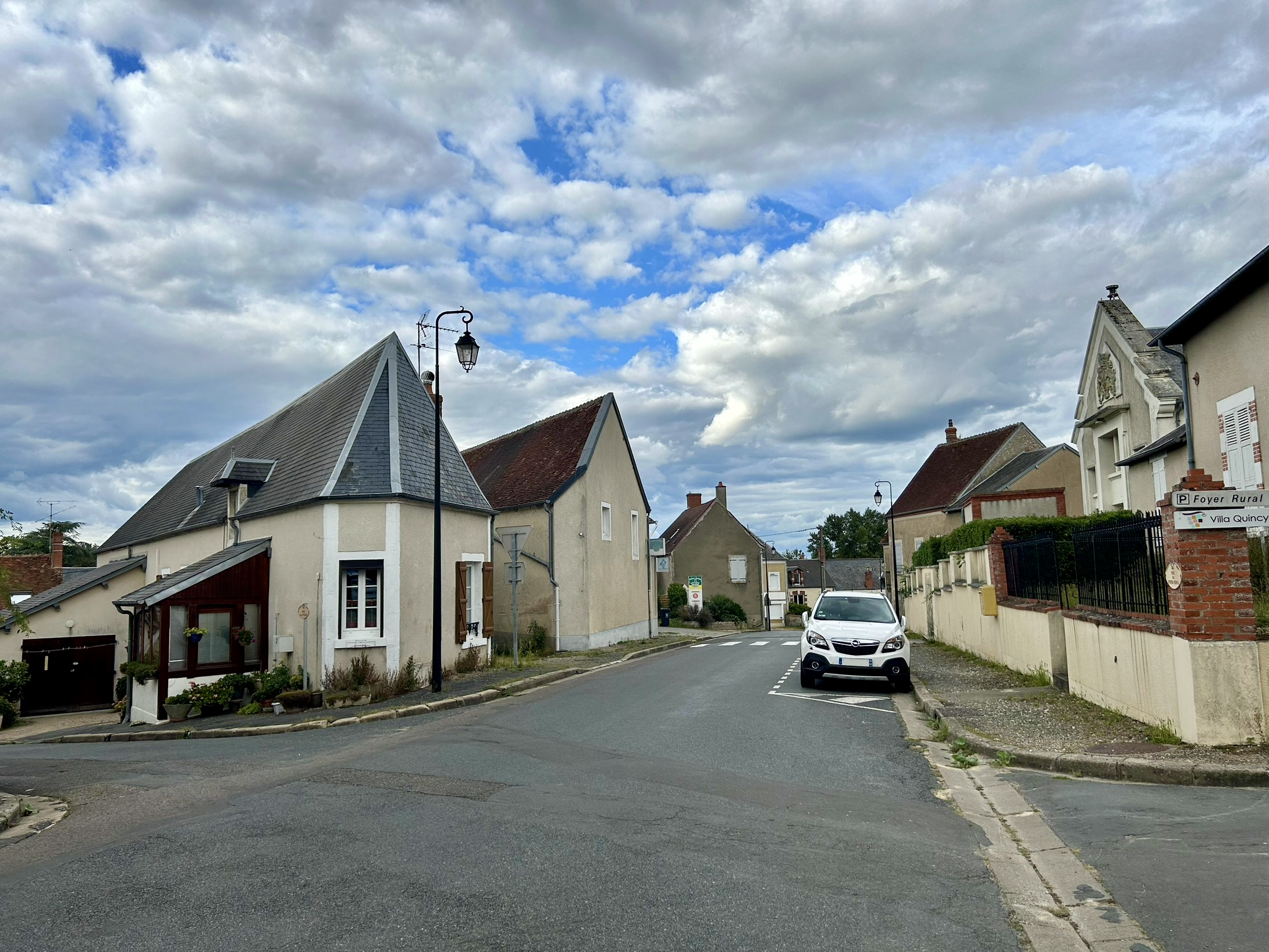
农户街

### 教育
坎西属于奥尔良-图尔学区。截至2021年1月1日，坎西境内有1所小学。

### 医疗
截至2022年1月1日，坎西境内暂无任何医疗机构及相关从业人员。
距离坎西最近的区域性医疗机构为维耶尔宗中心医院（Centre Hospitalier de Vierzon），其主病区莱奥·梅里戈医院（Hôpital Léo Mérigot）位于维耶尔宗市区西侧，距离坎西市区的正常车程大约13分钟，该院设有床位125个。

### 住房
2020年，坎西境内共有各类住房451套，其中99.1%为独立式住宅，0.4%为集中式住宅。常住房屋占坎西市镇范围内居民建筑总量的78.5%。
在住房保障政策方面，2022年，坎西境内共有11户家庭获得了住房经济补助，受益人数占总人口数量的1.3%，其中15份为房租补助。

### 商业
2021年，坎西境内共有各类实体商铺9家，其中餐厅1家、面包房1家、汽车维修店1家。

### 体育
2021年，坎西境内共有2处网球场以及1处足球或橄榄球场。
截至2024年6月，坎西境内暂无任何注册足球俱乐部。

### 环境
坎西的环境事务由其所属的贝里之心市镇公共社区联合各级政府协调负责。2021年，坎西境内暂无污染企业。

### 治安
坎西及其附近的共55个市镇是维耶尔宗国家宪兵队（zone gendarmerie de Vierzon）的管辖范围。2020年，该宪兵队累计记录各类案件1,459起，其中盗窃类案件708起，经济类案件243起，毒品交易类案件64起。

## 文化
2021年，坎西境内暂无任何文化设施。

### 建筑

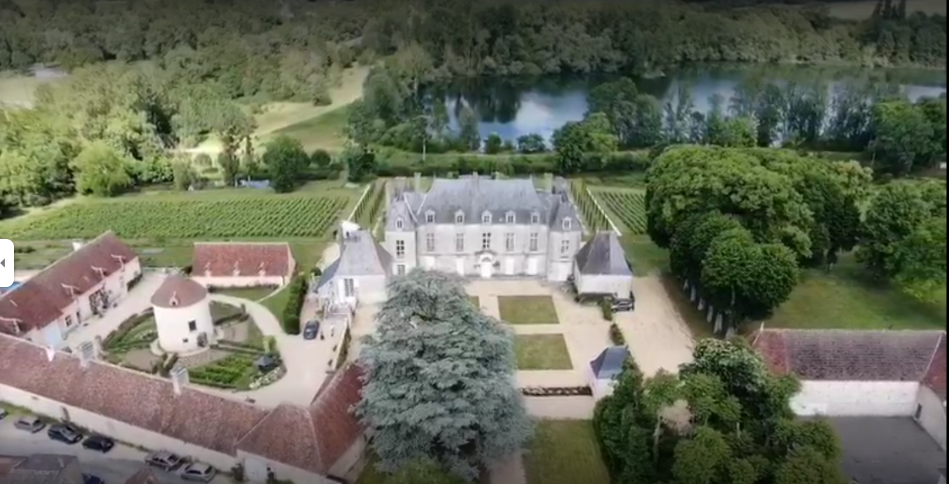
航拍坎西城堡

坎西境内有多处历史建筑，其中坎西城堡为法国国家文物保护单位。

### 旅游
坎西的旅游事务由其所属的贝里之心市镇公共社区联合各级政府协调负责。2023年，坎西境内暂无任何游客接待设施。

### 媒体
法国主要的媒体均可在坎西接收，法国电视三台下属的中央-卢瓦尔河谷大区频道在部分时段播出坎西所在谢尔省的地方新闻。《贝里共和党人报》、蓝色法兰西贝里广播、震动广播等是当地主要的地方性媒体。

### 葡萄酒
坎西因同名葡萄酒而闻名，后者是卢瓦尔河谷产区的一部分，于1936年被列入原产地命名控制。

## 友好城市
截至2024年6月，坎西暂未建立任何友好城市关系。